# Études américaines
Pour les articles homonymes, voir Américanisme.

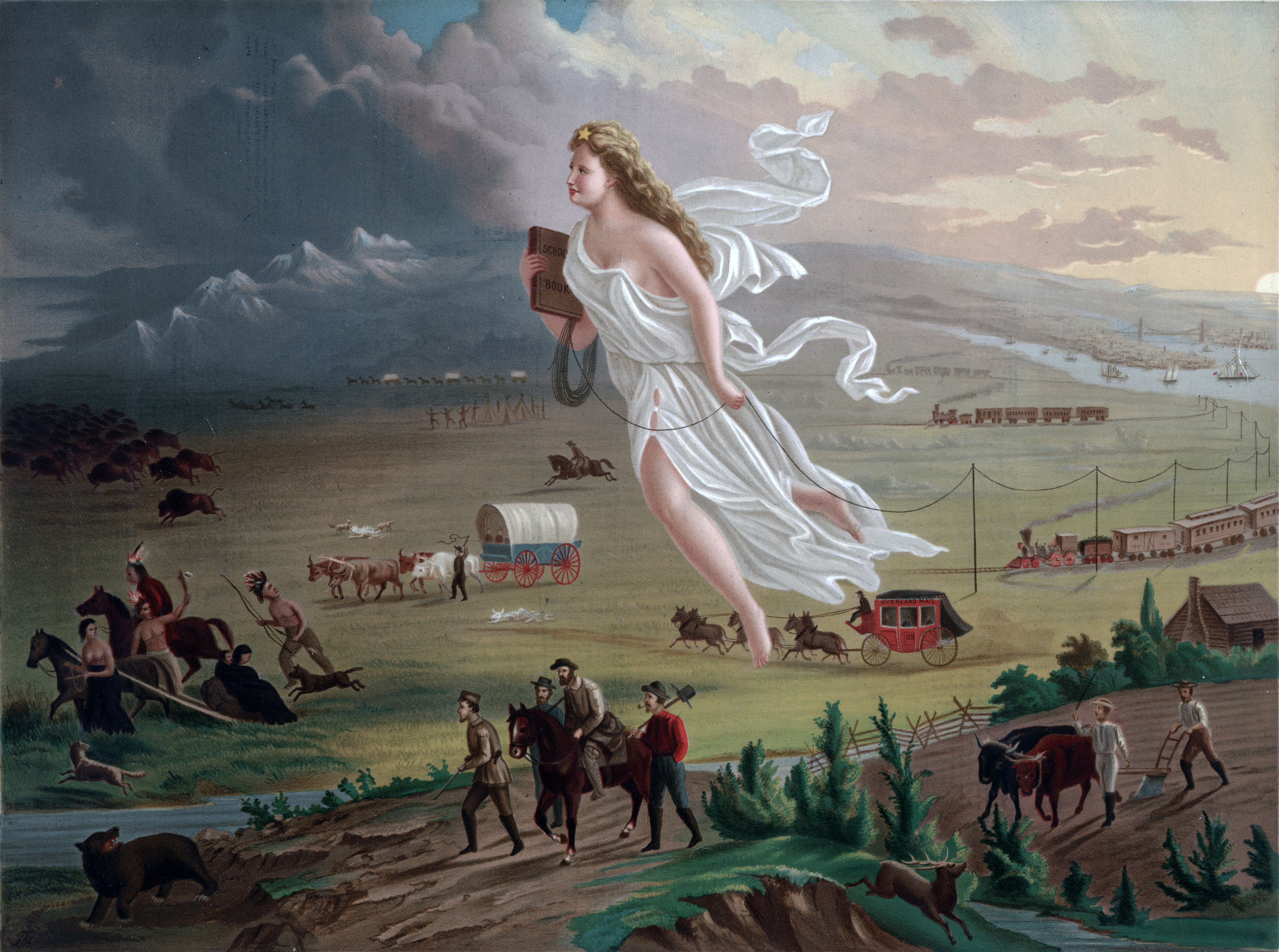
Une représentation allégorique du destin manifeste. Chromolithographie après la peinture de John Gast, 1873

Les études américaines, ou civilisation américaine, désigne un domaine interdisciplinaire de recherche qui examine l'histoire, la société et la culture américaines. Il incorpore traditionnellement l'étude de l'histoire, de la littérature et de la théorie critique, mais accueille également les méthodes de recherche d'une variété d'autres disciplines. 
Les sujets étudiés dans le domaine sont variés, mais examinent souvent l'histoire des communautés, des idéologies ou des productions culturelles américaines. Les exemples pourraient inclure des sujets dans les mouvements sociaux américains, la littérature, les médias, le tourisme, le folklore et l'histoire intellectuelle. 
Les domaines qui étudient des groupes ethniques ou raciaux américains spécifiques sont considérés comme à la fois indépendants et formant un sous-champ ds études américaines. Cela comprend les études afro-américaines, les études latino-américaines, les études asiatiques-américaines, les études amérindiennes et autres. 

## Associations et revues
L'American Studies Association a été fondée en 1950. Elle publie l'American Quarterly. La deuxième plus grande revue d'études américaines, American Studies, est parrainée par la Mid-America American Studies Association et l'Université du Kansas. Il existe aujourd'hui 53 revues d'études américaines dans 25 pays.